# Cruising Club of America
Der Cruising Club of America (CCA) ist ein international ausgerichteter Segelverein für Hochseesegler, deren Ziel es ist, Fahrtensegeln und Regattasegeln von Amateuren zu fördern, die Entwicklung geeigneter Typen von Segelyachten zu fördern, das Interesse an der Seemannschaft, der Navigation und dem Umgang mit kleinen Schiffen zu wecken und alle Informationen bereitzustellen, die den Mitgliedern beim Fahrtensegeln in allen Gewässern von Nutzen sein können.

## Geschichte
Der CCA wurde im Winter 1922 in Maskells Harbour am Bras d’Or Lake in Nova Scotia im Osten Kanadas an der Atlantikküste von einer Handvoll erfahrener Hochseesegler gegründet, die am Fahrtensegeln waren.
Die Gründer waren Gilbert Hovey Grosvenor, F.W. (Casey) Baldwin, William Washburn Nutting, Jim Dorsett und William A. Wise Wood.
Heute hat der Club mehr als 1400 Mitglieder einschließlich 116 Frauen. Das Alter der Mitglieder reicht von 25 bis 99 Jahren, im Durchschnitt 70,7 Jahres. Den CCA-Mitglieder gehören insgesamt 1036 Yachten, im Durchschnitt mit einer Länge von 41,3 Fuß (12,40 m). Das sind 702 Segelyachten, 225 Motorboote und 49 unbestimmte Boote.

## Organisation
Der Cruising Club of America hat kein Clubhaus oder eine Basis an Land und kein bezahltes Personal. Vielmehr ist der Club um nationale Komitees herum strukturiert, die missionsbezogene Arbeit leisten und die administrativen Abläufe der Organisation verwalten. Es gibt örtliche Stationen, die den Mitgliedern einen regionalen Schwerpunkt bieten.
Zu den wichtigsten Ausschüssen, die sich auf die Club-Aufgaben konzentrieren, gehören Sicherheit auf See, Offshore-Kommunikation, Technik, Umwelt, Seehandbücher und Seekarten, Bermuda Race und Auszeichnungen. Der Club wird von einem Verwaltungsrat aus Amtsträgern und gewählten Mitgliedern geleitet und von ständigen Ausschüssen geleitet, darunter Finanzen, Rechnungsprüfung, Nominierung und Mitgliedschaft, um nur einige zu nennen.
Der Club betreibt elf Stationen, jede mit einem eigenen Vorsitzenden (Kommodore) und eigenem Vorstand, sowie über eigene jährliche Aktivitäten. Die Stationen sind: Bermuda, Bras d’Or, Boston (einschließlich Buzzards Bay Post, Gulf of Maine Post und Narragansett Bay Post), Chesapeake (Virginia), Essex (Connecticut), Florida, Große Seen, New York City, Pacific Northwest, San Francisco und Südkalifornien.

## Mitgliedschaft
Die Mitgliedschaft erfolgt auf Einladung. In der CCA-Satzung heißt es: „Eine Person, die für die Mitgliedschaft im Club in Frage kommt, muss ein Seemann und eine Person von akzeptablem Charakter und Persönlichkeit sein, die ihre Fähigkeit unter Beweis gestellt hat, ein kleines Schiff auf See zu handhaben, zu befehligen, zu navigieren und zu steuern, und die über ausreichende Fahrtensegelerfahrung verfügt.“ Gemäß den Richtlinien des Clubs für die Qualifikation von Kandidaten wird ein Seemann wie folgt definiert: „Dieses Wort schließt einen Seemann aus der Handelsschifffahrt nicht aus. Es gibt schon lange nicht ausschließlich einen Seemann mit Tauwerk und Segel. Der Seemann an der Maschine ist ebenfalls ein Seemann. Wir sind jedoch der Meinung, dass ein Kandidat, der unter Motor fährt, seine Qualifikationen unter Segeln nachgewiesen haben sollte.“

## Bermuda Race
Mit dem Royal Bermuda Yacht Club veranstaltet der CCA das alle zwei Jahre stattfindende Bermuda Race von Newport (Rhode Island) nach Bermuda. Der Club war verantwortlich für die Entwicklung der CCA-Regel, die bis zum Aufkommen der International Offshore Rule die Handicap-Regel war, die für die meisten Yachtrennen in Nordamerika verwendet wurde.

## Auszeichnungen
Seit ihren Anfängen hat der Cruising Club of America bedeutende Leistungen im Zusammenhang mit dem Blauwassersegeln mit einer Reihe von Auszeichnungen anerkannt und gefördert, die in der Regel auf unserer jährlichen Frühjahrstagung in New York verliehen werden.

### Blue Water Medal
Die „Blue Water Medal“, die höchste Auszeichnung, wird in der Regel jährlich verliehen, um verdienstvolle Seemannschaft und Abenteuer auf dem Meer zu belohnen, die von Amateurseglern aller Nationalitäten gezeigt werden. Zu den Blauwassermedaillengewinnern gehören Koryphäen der Segelwelt wie Rod Stephens,  Eric und Susan Hiscock, Sir Francis Chichester, Eric Tabarly, Pete Goss und Bernard Moitessier. Im Jahr 1940 wurde die Medaille an „die britischen Segler in Dunkerque“ verliehen. Diese Medaille ist im Royal Thames Yacht Club (RTYC) zu sehen.

### Rod Stephens Seamanship Trophy
Die „Rod Stephens Seamanship Trophy“ wird vom Club für einen seemännischen Akt verliehen, der wesentlich zur Sicherheit einer Yacht oder einer oder mehrerer Personen auf See beiträgt.

### Young Voyager Award
Der kürzlich ins Leben gerufene „Young Voyager Award“ wird jährlich an junge Segler verliehen, die eine oder mehrere außergewöhnliche Reisen unternommen haben.